# Jürgen Schütze
Jürgen Schütze (Arnsdorf, 3 de marzo de 1951) es un deportista de la RDA que compitió en ciclismo en la modalidad de pista, especialista en la prueba de contrarreloj.
Participó en los Juegos Olímpicos de Múnich 1972, obteniendo la medalla de bronce en la prueba del kilómetro contrarreloj.

## Medallero internacional
| Juegos Olímpicos | Juegos Olímpicos | Juegos Olímpicos  | Juegos Olímpicos  |
| Año              | Lugar            | Medalla           | Competición       |
| ---------------- | ---------------- | ----------------- | ----------------- |
| 1972             | Múnich (RFA)     | Medalla de bronce | 1 km contrarreloj |